# Bitwa morska w Zatoce Neapolitańskiej
Bitwa morska w Zatoce Neapolitańskiej – starcie zbrojne, które miało miejsce 5 czerwca 1284 w trakcie wojny o tron Sycylii (1282–1288).

## Tło
Po klęsce koło Malty, Andegaweni rozpoczęli szybką rozbudowę swej floty, poprzez najmowanie jednostek i budowę nowych, na co pozyskali znaczne fundusze z pożyczek i podatków (zgromadzili ok. 335 tys. uncji złota). Późną wiosną 1284 roku mieli łącznie ok. 200 statków, bojowych i transportowych. Ich przeciwnik, Ruggiero di Lauria dysponował najprawdopodobniej ok. 30 galerami, wliczając w to 10 zdobytych pod Maltą (niektórzy autorzy szacują, że mógł mieć 40 galer i dodatkowe jednostki - w każdym jednak razie jego siły były zdecydowanie słabsze). Przyjął więc taktykę rozbijania poszczególnych flotylli nieprzyjaciela, zanim zdążą się one połączyć w jedną silną flotę.
Za najsłabszą uznał eskadrę neapolitańską, rozpoczął więc serię demonstracyjnych rajdów na wybrzeża, by sprowokować ją do wyjścia z portu. Rządzący jednak Neapolem książę Karol zwany Kulawym miał od swego ojca, króla Karola zakaz wypływania i podejmowania samodzielnej walki. Nad przestrzeganiem poleceń miał czuwać, mianowany na dowódcę eskadry, rycerz Jacques de Burson.

## Bitwa
3 czerwca Lauria popłynął od Sorrento wzdłuż wybrzeża ku Zatoce Neapolitańskiej, by sprowokować bitwę z Karolem. Po drodze zauważył jego flotyllę kupiec, który powiadomił Chromego, zaniżając jednak omyłkowo liczebność floty aragońskiej. Pojawienie się flotylli aragońskiej zaniepokoiło Neapolitańczyków groźbą blokady. W nocy okręty Lauri zatrzymały się koło Capri, gdzie odbyła się narada wojenna. Następnego dnia, Aragończycy odpłynęli na południe, rzekomo porzucając zamiar blokady - w rzeczywistości w nocy ruszyli ku wyspie Ponza, by ta przechwycić flotyllę prowansalską, gdy ta będzie płynąć do Neapolu. Na skutek przechwycenia małej jednostki, od której Ruggiero dowiedział się, że nadciągająca flota prowansalska będzie dużo silniejsza, zmienił plan, i - w trakcie kolejnej narady wojennej - postanowił ponownie spróbować sprowokować Andegawenów do opuszczenia portu i podjęcia bitwy. Wrócił więc w nocy na wody Zatoki, przechwytując po drodze dwie andegaweńskie galery i wysyłając mały okręt na zwiad. Ten, powróciwszy, doniósł, że flotylla neapolitańska liczy 28 okrętów. 
5 czerwca Ruggiero pozostawił ok. 10 okrętów ukrytych w Castellammare, a z pozostałymi 20 podpłynął tuż pod port Neapolu, rzucając wyzwanie Karolowi. Widząc, że aragońskich okrętów jest tyle, ile informował wcześniej kupiec, a mniej niż jego własnych, Karol zawezwał rycerzy pod broń i nakazał wypływać. Rozkaz został spełniony - z większym lub mniejszym entuzjazmem. Na widok galer andegaweńskich, Aragończycy zaczęły uciekać, ścigani przez całą Zatokę Neapolitańską. W odległości kilku kilometrów od Castellammare, okręty Ruggiera przerwały pozorowany odwrót, zawróciły, formując szyk czołowy, w centrum którego wpadła awangarda andegaweńska. Rezerwowe okręty z Castellammare najprawdopodobniej wzmocniły skrzydła Ruggiera, okrążając częściowo flotyllę andegaweńską, która rozciągnięta była w pościgu w poprzek Zatoki. Na wycofanie było za późno, bezpieczny port ponad 20 km za rufą, pierwsze okręty już walczyły, a kolejne włączały się do walki pojedynczo.
Pierwszych dziesięć okrętów andegaweńskich zostało okrążonych i kolejno zdobytych abordażem. Kolejnych 15-18 zawróciło, porzucając walczących towarzyszy i odpłynęło do Neapolu. Karol i jego towarzysze, najwybitniejsi rycerze andegaweńscy, walczyli dzielnie. Gdy okręt flagowy został unieruchomiony, sformowali wokół księcia blok ciężkozbrojnego rycerstwa, któremu nie mogli sprostać lekkozbrojni almogawarzy Ruggiera. Wysłał on jednak marynarzy, by wybili dziury w burtach okrętu i mając do wyboru utonąć lub się poddać, Karol wybrał to drugie.

## Skutki
Ruggiero, wykorzystując pojmanie Karola, wysłał natychmiast posłańców do jego żony, księżniczki Marii żądając wydania mu Beatrycze, przyrodniej siostry królowej Aragoniii, Konstancji. Wobec groźby natychmiastowej egzekucji Karola na oczach Neapolitańczyków, Maria oddała Beatrycze i Ruggiero odpłynął z dziesięcioma zdobytymi okrętami i licznymi jeńcami, wśród których najcenniejszym był andegaweński następca tronu.
Jego ojciec, król Karol I, przypłynął do Gaety na północy swojego królestwa 6 czerwca. Na wieść o niewoli syna powiedział: Kto traci głupca, nic nie traci.
Wyśmienite taktyczne zwycięstwo Laurii nie było jednak w stanie zrównoważyć andegaweńskiej przewagi. Król Karol na czele licznej armii stłumił początki buntu w Neapolu i oczyścił południowe wybrzeża z popleczników Aragończyków. Jego liczna flota zablokowała na dłuższy czas eskadrę Ruggiera w Mesynie. Siły andegaweńskie nie zdołały jednak zdobyć Mesyny ani Reggio di Calabria, co umożliwiło później aragoński kontratak.